# Borat - Studio culturale sull'America a beneficio della gloriosa nazione del Kazakistan
Borat - Studio culturale sull'America a beneficio della gloriosa nazione del Kazakistan (Borat: Cultural Learnings of America for Make Benefit Glorious Nation of Kazakhstan), spesso abbreviato in Borat, è un film del 2006 diretto da Larry Charles.
Nel 2020 è stato prodotto un sequel, Borat - Seguito di film cinema, uscito in esclusiva su Amazon Prime Video.

## Trama
Borat Sagdiyev è un giornalista del Kazakistan che viene inviato negli Stati Uniti per studiarne usi e costumi. Ogni giorno, nei differenti incontri organizzati dal suo collaboratore Azamat per documentare le peculiarità culturali del nuovo continente a lui sconosciuto, vengono mostrate le evidenti difficoltà di integrazione e di conciliazione tra la modernità e la dinamicità della società americana e lo stile invece privo di civiltà e di norme legali e morali del paese di Borat.
Un giorno, incuriosito dalla televisione nella camera del suo albergo, Borat vede una puntata di Baywatch e si innamora di Pamela Anderson. Casualmente, il giorno dopo gli viene comunicata l'accidentale morte della moglie, convincendolo definitivamente ad intraprendere un lungo viaggio all'inseguimento della sua amata attraverso tutti gli Stati Uniti, da New York a Los Angeles, per arrivare infine alla sua meta.
Dopo varie vicissitudini, tra cui l'acquisto di un camioncino dei gelati, di un orso e dell'abbandono del suo amico Azamat, arriva a destinazione dove chiede a Pamela di sposarlo. Ella rifiuta, così Borat la assale, ma viene fermato da alcune guardie di sicurezza. Borat torna nel suo paese d'origine e nota come alcuni dei costumi americani vengano portati nel suo villaggio, come il Cristianesimo o i computer.

## Riprese
Le scene ambientate in Kazakistan sono state girate in realtà nel villaggio di Glod, nel comune di Moroeni in Romania.
Inoltre, la lingua parlata da Borat non è veramente kazako, ma un misto di polacco, ebraico, armeno e inglese, camuffato con un accento est-europeo. L'attore Ken Davitian, che interpreta il personaggio di Azamat Bagatov, recita in armeno.
La scena della fantomatica "corrida dell'ebreo" all'inizio del film sembra essere ispirata al famoso Encierro dei tori, che si tiene ogni anno a Pamplona, in Spagna.
Il film è composto da molte scene improvvisate con il coinvolgimento di individui all'oscuro del fatto che si stesse girando un film.

## Distribuzione
Presentato fra gli Eventi speciali della Festa del Cinema di Roma 2006, è uscito nelle sale italiane il 2 marzo 2007.

## Accoglienza
Nonostante le controversie e le numerose accuse di antisemitismo ricevute, il film è stata una delle commedie di maggior successo del 2006. Globalmente ha incassato 262,6 milioni di dollari, contro un budget di 18 milioni di dollari.

### Critica
Il sito aggregatore di recensioni Metacritic riporta un punteggio di 89/100 basato su 38 recensioni. Sul sito Rotten Tomatoes, il film ha un indice di apprezzamento del 91% basato su 222 recensioni.

## Riconoscimenti
- 2007 - Premio Oscar
  - Candidatura per la migliore sceneggiatura non originale
- 2007 - Golden Globe
  - Miglior attore in un film commedia o musicale (Sacha Baron Cohen)
- 2007 - MTV Movie Awards
  - Miglior performance comica (Sacha Baron Cohen)

## Controversie
Dopo l'uscita del film nelle sale, Dharma Arthur, una produttrice TV afferma di essere stata ingannata nel dare tempo in onda a Cohen, in un segmento di uno show mattutino a Jackson, Mississippi. La diretta mostra, quindi, il personaggio di Borat che comunica di dover andare a "fare dell'urina", abbracciando poi un confuso meteorologo dello studio. La Arthur sostiene che ciò ha portato la sua vita in una spirale discendente, dichiarando prima di essere stata licenziata dalla emittente WAPT ma comunicando, invece, alla Associated Press di essersi dimessa spontaneamente.
Bobby Rowe, che appare nella scena del rodeo nel film, dichiarò di essere stato vittima di un inganno da parte della produzione del film. Egli raccontò che mesi prima era stato avvicinato da qualcuno qualificatosi come dipendente di "una casa produttrice cinematografica della California che stava realizzando un documentario su un immigrato russo" e che accettò di permettere che l'"immigrato" cantasse l'inno nazionale americano dopo aver ascoltato un nastro.
Il sito internet Salon Arts & Entertainment pubblicò la notizia che i Behar (una coppia di coniugi ebrei proprietari di una guest house dove Borat e Azamat soggiornano nel film) avevano definito il film "eccezionale", riferendosi a Baron Cohen come "persona molto educata e gentile" e di considerarlo un "genio". Anche The Boston Globe intervistò la coppia, che disse di considerare la pellicola più un film anti-islamico che antisemita e di aver temuto che Baron Cohen e la sua troupe avessero intenzione di filmare scene pornografiche all'interno della loro casa.
Le militanti femministe della Veteran Feminists of America (VFA) riferirono di sentirsi ingannate e di aver "percepito che qualcosa di strano stava succedendo" prima e durante l'intervista con Borat. Il The Guardian riportò in seguito che almeno una delle donne presenti nella scena ritenne che valesse la pena di andare a vedere il film al cinema.
Nel novembre 2006 il New York Post riportò la notizia che Pamela Anderson aveva chiesto il divorzio al marito Kid Rock a seguito della reazione sfavorevole dell'uomo alla sua partecipazione al film. Nell'articolo del Post viene specificamente affermato che dopo aver visto Borat, il marito della Anderson avrebbe esclamato: «Non sei altro che una p*****a! Sei una t***a! Come hai potuto fare un film simile?» In una intervista al The Howard Stern Show, Pamela Anderson confermò che Kid Rock fu infastidito dalla sua partecipazione al film, ma non confermò di aver chiesto il divorzio per questo motivo.

### Cause legali
Il governo del Kazakistan protestò ufficialmente contro il film. Nel 2005, a seguito dell'apparizione di Baron Cohen nei panni di Borat agli MTV Movie Awards, il ministro degli esteri kazako intentò causa a Sacha Baron Cohen, e il sito internet www.borat.kz venne messo offline.
Gli abitanti del villaggio di Glod in Romania intrapresero un'azione legale contro la produzione di Borat chiedendo un risarcimento di 38 milioni di dollari, dichiarando di essere stati ingannati circa la natura delle riprese e per essere stati rappresentati come incestuosi ed ignoranti. Alcuni dissero di essere stati pagati soltanto tre lei (circa 1,28 dollari nel 2004) a testa, mentre altri riferirono di aver ricevuto tra i 70 e i 100 dollari, cifra che comunque non coprì le loro spese. La causa venne respinta dal giudice Loretta Preska nel dicembre 2006 in quanto le accuse erano troppo vaghe.
Due studenti membri di una confraternita della Università della Carolina del Sud che appaiono nel film, Justin Seay e Christopher Rotunda, intentarono causa alla produzione affermando di essere stati diffamati. La causa si risolse in un nulla di fatto nel febbraio 2007. I due cercarono anche di ottenere un'ingiunzione dal tribunale per impedire la distribuzione in DVD del film, ma la richiesta fu respinta.
Altra azione legale fu intrapresa da un residente della Carolina del Sud che disse di essere stato avvicinato da Baron Cohen (nei panni di Borat) nel bagno di un ristorante di Columbia, e che l'attore fece dei pesanti commenti circa la dimensione del suo pene, inglobando poi la scena nel film senza il suo consenso. Come conseguenza, la scena incriminata fu tagliata dalle edizioni in DVD di Borat.
La cantante macedone Esma Redžepova intentò causa ai produttori del film chiedendo un risarcimento di 800.000 euro perché nel film era stata utilizzata la sua canzone Chaje Šukarije senza il suo permesso. Successivamente, la Redžepova ricevette una compensazione di 26.000 euro, in quanto si scoprì che Baron Cohen aveva chiesto ed ottenuto il permesso di utilizzare la canzone dalla casa discografica della cantante, che però non le aveva comunicato nulla.
Felix Cedeno chiese danni per 2,25 milioni di dollari alla 20th Century Fox, adducendo il fatto che era stata violata la sua privacy e nessuno gli aveva chiesto il permesso di utilizzare la sua immagine nel film. Il trentunenne Cedeno stava viaggiando in metropolitana per tornare a casa nel South Bronx quando Baron Cohen, per esigenze filmiche, tirò fuori una gallina viva da una valigia creando scompiglio nel vagone della metro.
Il residente di Baltimora Michael Psenicska chiese 100.000 dollari di danni citando in giudizio Baron Cohen, la 20th Century Fox, ed altre parti in causa. Psenicska, insegnante di matematica di liceo ed istruttore di scuola guida, durante le riprese era stato pagato 500 dollari in contanti per dare lezioni di guida al personaggio di Baron Cohen. L'uomo disse però che gli era stato detto che il film era un documentario sull'integrazione degli stranieri nell'"American way of life", e che era all'oscuro della vera natura della pellicola, alla quale non avrebbe mai accettato di partecipare se avesse saputo la verità. La causa venne respinta il 9 settembre 2008.
Jeffrey Lemerond, che si vede nel film mentre corre ed urla "vattene" a Borat mentre questi cerca di abbracciare in strada degli estranei a New York, intentò causa alla produzione perché la sua immagine era stata utilizzata nel film senza il suo consenso, e a causa di questo subì "messe in ridicolo, degradazioni e umiliazioni pubbliche". La causa venne respinta.

### Accuse di diffamazione etnica
L'European Center for Antiziganism Research, che si occupa di contrastare il razzismo verso la popolazione rom, il 18 ottobre 2006 diramò un comunicato di protesta in collaborazione con dei colleghi tedeschi, basato su alcuni commenti offensivi fatti da Borat nel film nei confronti del popolo romanì. Il comunicato lo accusava di diffamazione e incitamento alla violenza nei confronti di un gruppo etnico. Di conseguenza, la 20th Century Fox dichiarò che avrebbe rimosso tutte le parti incriminate dai trailer mostrati alla televisione tedesca.
Prima della distribuzione del film, la Anti-Defamation League (ADL) emise un comunicato di protesta contro le dichiarazioni antisemite del personaggio di Borat. Baron Cohen (che è ebreo) dichiarò che nel film l'antisemitismo del protagonista viene utilizzato proprio per stigmatizzare e mettere in ridicolo tali pregiudizi tollerati dalla società, ma la ADL rispose che alcuni spettatori avrebbero potuto equivocare il particolare umorismo del film, mentre altri "avrebbero addirittura trovato conferme alla propria bigotteria".

### Censura nel mondo arabo
Il film è stato vietato nell'intero mondo arabo tranne che in Libano. Yousuf Abdul Hamid, un censore di Dubai negli Emirati Arabi Uniti, definì il film "vile, grossolano ed estremamente ridicolo". Il censore raccontò di essere uscito dal cinema insieme ai suoi colleghi prima della fine della proiezione, e che, tolte tutte le scene offensive presenti nella pellicola, solo una mezz'ora del film si sarebbe salvata.

## Sequel
Rupert Murdoch annunciò all'inizio del 2007 che Baron Cohen aveva firmato per fare un altro film di Borat con la Fox. Un portavoce della Fox in seguito ha dichiarato che era troppo presto per iniziare a pianificare un film del genere, sebbene fossero aperti all'idea.
Successivamente Baron Cohen disse che stava "uccidendo" i personaggi di Borat e Ali G perché ormai erano così famosi da non poter più ingannare le persone. Nel febbraio del 2014 invece, riportò in vita il personaggio di Ali G con la serie di FXX Ali G: Rezurection, una raccolta di sketches di tutti gli episodi di Da Ali G Show, inclusi nuovi filmati di Baron Cohen che presentava lo show interpretando il personaggio.
Nel dicembre del 2015, Baron Cohen fece rivivere il personaggio durante il Jimmy Kimmel Live!, per presentare il film Grimsby - Attenti a quell'altro.
Nel settembre 2020, un sequel diretto, intitolato Borat - Seguito di film cinema, è stato ufficialmente confermato. La pellicola è stata girata e completata, in segreto, durante la pandemia COVID-19. Nello stesso mese, Amazon Studios ha acquisito i diritti di distribuzione del film, che è stato distribuito il 23 ottobre 2020, poco prima delle elezioni presidenziali negli Stati Uniti d'America del 2020.